# 2013 en France
Chronologie de la France
- 2009
- 2010
- 2011
- 2012
- 2013
- 2014
- 2015
- 2016
- 2017

Cette page présente les faits marquants de l'année 2013 en France.

## Évènements

### Janvier
- 2 janvier : cinq personnes meurent et treize sont blessées dans un incendie allumé à Gennevilliers, en banlieue parisienne.
- 10 janvier : trois militantes kurdes, y compris la cofondatrice du Parti des travailleurs du Kurdistan, sont abattues dans le centre de Paris. Le crime est condamné par la communauté kurde de Paris qui organise une manifestation spontanée en signe de solidarité avec les trois femmes tuées.
- 11 janvier : l'armée française intervient dans le conflit malien, dans le cadre de l’opération Serval. 
  - 4600 hommes sont déployés sur le terrain pour combattre avec les forces maliennes les groupes djihadistes du MUJAO et d'AQMI.
- 12 janvier : soirée d'ouverture de la capitale européenne de la culture à Marseille.
- 13 janvier : La Manif pour tous se rassemble au Champ-de-Mars à Paris.

### Février
- 9 février : la découverte de viande de cheval camouflée dans des préparations surgelées réputées pur bœuf renforce les soupçons de tromperie sur la traçabilité agroalimentaire à l’échelle de la communauté économique européenne.
- 27 février : le Sénat adopte la proposition de loi du PCF sur l’amnistie sociale. Cette loi permettrait d’amnistier les salariés condamnés entre 2007 et 2012, ce qui suscite de vives critiques de la part de l'UMP, mais aussi du PS.

### Mars
- 11-16 mars : une vague de froid d'une intensité exceptionnelle pour la période touche sévèrement la France et en particulier les côtes nord et nord-ouest de la France avec certains records d'épaisseur du manteau neigeux battus[1].
- 19 mars : Affaire Cahuzac. Le parquet ouvre une information judiciaire sur les suspicions de fraude fiscale. Démission de Jérôme Cahuzac.
- 23 mars : ouverture de la nouvelle station Mairie de Montrouge sur la Ligne 4 du métro de Paris (prolongement sud)[2].
- 24 mars : La Manif pour tous se rassemble Avenue de la Grande-Armée à Paris.

### Avril
- 2 avril : Jérôme Cahuzac confirme devant les juges d'instruction la possession d'un compte bancaire non déclaré en Suisse. Crise politique. Le gouvernement et le parlement désavouent l'ancien ministre du budget. Le président expose une série de mesures de lutte contre la corruption (parquet centralisé, police spécialisée) et pour la transparence de la vie politique.
- 5 avril : installation de l'Observatoire de la laïcité
- 7 avril : référendum sur la Collectivité territoriale d'Alsace : le « non » l'emporte. Les deux départements alsaciens ne fusionneront pas.
- 15 avril : Loi Brottes relative à la transition vers un système énergétique sobre. Prend en compte la précarité énergétique et en eau. Extension des tarifs de première nécessité, expérimentation pour une tarification sociale de l'eau et interdiction de couper l'eau pour impayée.
- 23 avril : l'Assemblée nationale adopte définitivement la loi ouvrant le mariage aux couples homosexuels par 331 voix contre 225. Les 3 mois de débat qui ont précédé ce vote ont été marqués par une radicalisation parfois violente de manifestants face au gouvernement.
- 24 avril : le président François Hollande atteint des niveaux records d'impopularité (25 % de satisfaits)
- 24 avril : l'Assemblée nationale décide à l'unanimité la création d'une commission d'enquête parlementaire sur l'Affaire Cahuzac.

### Mai
- 14 mai : remise du titre de champion de France au PSG sur la place du Trocadéro à Paris. L’évènement est interrompu par la violence de groupes de casseurs arrivés sur place. Les affrontements avec les CRS dégénèrent en émeutes. L’impréparation apparente des forces de l'ordre (800 hommes face aux milliers de supporters du PSG) sera très vivement critiquée.
- 16 mai : l’Assemblée nationale refuse de voter la loi sur l'amnistie sociale proposée par le PCF.
- 17 mai : le Conseil constitutionnel valide la loi ouvrant le mariage aux couples homosexuels.
- 25 mai : attentat à La Défense. Alexandre Dhaussy, converti à l'islam, blesse un militaire. Similitude avec les attaques de Londres.
- 26 mai : La Manif pour tous se rassemble aux Invalides à Paris.
- 29 mai : premier mariage homosexuel en France, à Montpellier.

### Juin
- 4 juin : inauguration officielle du MuCEM à Marseille par le président de la république François Hollande.
- 5 juin : Clément Méric meurt lors d'affrontement entre militants de Troisième Voie et militants antifascistes.
- 25 juin : coup de filet antiterroriste en banlieue parisienne. 6 personnes interpellées.
- 25 juin : les députés ont adopté en première lecture les projets de loi sur la transparence et la moralisation de la vie publique.
- 26 juin : après 2 mois de silence, Jérôme Cahuzac est entendu par la commission parlementaire de l'Assemblée nationale constituée après la démission de l'ancien ministre du budget.
- 29 juin : 100e édition du  Tour de France.

### Juillet
- 2 juillet : le président François Hollande démet de ses fonctions Delphine Batho, à la suite de ses critiques sur le projet de loi de finances. Elle est remplacée par Philippe Martin au ministère de l'Écologie.
- 9 juillet : Loi sur l'enseignement supérieur et la recherche.
- 10 juillet : Loi sur le non-cumul des mandats votée en première lecture à l'Assemblée nationale (300 voix contre 228). Sa confirmation mettrait fin à près de 130 ans de cumul administratif entre les mandats parlementaires et locaux.
- 12 juillet : Accident ferroviaire de Brétigny-sur-Orge, tuant six personnes. À la suite de cet accident, RFF annonce plus d’investissements sur le réseau ferroviaire français.
- 13 juillet : en remportant la Coupe du monde de football des moins de 20 ans 2013, la France devient la première nation au monde à avoir remporté toutes les compétitions masculines organisées par la FIFA.
- 14 juillet : Fête nationale.
- 18 juillet : à Trappes, le contrôle d'identité d'une femme intégralement voilée, accompagnée de son époux, dégénère en violente agression et un policier est blessé. Elle et son époux sont arrêtés et placés en détention. Des violences éclatent alors devant le commissariat de police et des émeutes se produisent dans la ville. Une centaine de CRS sont envoyés en renfort. 4 policiers sont blessés et 6 personnes sont interpellées. Le mari, accusé d'avoir tenté d'étrangler un policier est placé sous contrôle judiciaire. À la suite de cet incident, Manuel Valls annonce un renforcement de 300 policiers supplémentaires.
- 19 juillet : le ministère de l'intérieur prononce la dissolution de 2 groupuscules d'extrême droite, peu après que ceux-ci aient annoncé eux-mêmes leur auto-dissolution : Troisième Voie et Jeunesses nationalistes révolutionnaires, pour leurs rôles supposés dans la mort du jeune militant d'extrême gauche Clément Méric.
- 23 juillet : décret d'interdiction contre l’Œuvre française.
- 25 juillet : à la suite de l'affaire Clément Méric, le groupuscule des Jeunesses nationalistes est dissous par le ministère de l'intérieur.
- 29 juillet : mise en service de la ligne 5 du tramway d'Île-de-France, reliant le Marché de Saint-Denis à la gare de Garges - Sarcelles.

### Août
- 31 août : mise en service du Tramway de Tours.

### Septembre
- 22 septembre : inauguration officielle de l'Allianz Riviera à Nice.

### Octobre
- 7 octobre : mise en service du Bus à haut niveau de service Mettis et du réseau Le Met' à Metz.
- 9 octobre : Affaire Leonarda : la famille Dibrani, composée d'étrangers en situation irrégulière, est éloignée au Kosovo. Les conditions d'interpellation de la jeune Leonarda en sortie scolaire créent une polémique de la part de l'extrême gauche. La gestion de l'affaire par le président de la République (intervention télévisée improvisée, opposition à la décision de la justice administrative) est vivement critiquée par l'opposition. Malgré les nombreuses manifestations de soutien de la part des mouvements lycéens, 65 % des Français sont opposés au retour de la jeune fille et 74 % soutiennent la position légaliste de Manuel Valls.
- 25 octobre : le Conseil d'Etat rejette l'appel des groupuscules dissous en juillet par le ministère de l'intérieur.
- 26 octobre : un militant de Greenpeace se suspend du deuxième étage de la tour Eiffel, provoquant ainsi son évacuation. Il fut remonté et mis en garde à vue par la police. Il revendiquait la libération de 30 membres de l'organisation, retenus en Russie.
- 29 octobre : libération de 4 otages français détenus au Mali par des terroristes.
- 29 octobre : en Alsace, l'INRAP met au jour une nécropole barbare à Obernai.

### Novembre
- 16 novembre : mise en service de la ligne 7 du tramway d'Île-de-France, reliant Villejuif - Louis Aragon à Porte de l'Essonne.
- 30 novembre : inauguration de l'extension de la ligne D du Tramway de Strasbourg.

### Décembre
- 7 décembre : 85e cérémonie de l'élection de Miss France remportée par Flora Coquerel (Miss Orléanais).
- 24 décembre : loi de financement de la sécurité sociale :
  - Santé : mise en place du tiers-payant et amélioration de la protection santé des étudiants.
  - Famille : majoration des allocations familiales.
  - Fiscalité : application du taux de 15,5 % sur les contrats d'assurance-vie.
  - Employeurs : possibilité de verser l'indemnité de congés payés pour le chèque emploi service universel,
- 30 décembre : publication de la loi de finance 2014 au Journal Officiel.
  - Réindexation de l'impôt sur le revenu sur l'inflation.
  - Abaissement du plafond du quotient familial de 2000 à 1500 €.
  - Recentrage du crédit d'impôt sur les investissements écologiques (38 % pour l'IR et 35 % pour l'IS).
  - Durcissement du malus écologique (seuil à 130 g).
  - 4,1 % de déficit pour 2013, 3,6 % pour 2014.
  - Abrogation du jour de carence pour les fonctionnaires.
  - Suppression du timbre de 35 € pour l'aide juridictionnelle.
  - Recettes fiscales de 386 milliards d'€.
  - Dépenses budgétaires de 407 milliards d'€.
  - Hypothèse de croissance à 0,9 %.
- 31 décembre : centenaire de la loi de 1913 sur les monuments historiques.

## Culture
- Toute l'année : Marseille-Provence 2013 Capitale européenne de la Culture
- 31 janvier au 3 février : Festival de la bande dessinée d'Angoulême
- 8 février : Victoires de la musique 2013
- 22 février : 38e cérémonie des César
- 25 février : Victoires de la musique classique
- 15 au 26 mai : Festival de Cannes 2013
- 30 août au 8 septembre : Festival du cinéma américain de Deauville 2013

### Prix et récompenses
- Prix Goncourt : Pierre Lemaitre pour Au revoir là-haut
- Prix Renaudot : Yann Moix pour Naissance
- Prix Femina : Léonora Miano pour La Saison de l'ombre
- Prix Médicis : Marie Darrieussecq pour Il faut beaucoup aimer les hommes

- Prix Louis-Delluc : La Vie d'Adèle d'Abdellatif Kechiche